# 산은줄표범나비
산은줄표범나비(Childrena zenobia)는 네발나비과 산은줄표범나비속에 속하는 나비 가운데 하나이다. 산은줄표범나비는 1970년 이전에는 한반도 북부 지방에서만 몇 마리 채집되었을 정도로 희귀한 나비였다. 하지만 요즘은 강원도 지방과 경기도 산악 지방에서도 잡힌다. 표범나비류 중에서는 가장 크고 날아다니는 모습이 매우 힘차면서도 빠른 나비이다.